# Novosilkî, Zdolbuniv
Novosilkî (în ucraineană Новосілки) este localitatea de reședință a comunei Novosilkî din raionul Zdolbuniv, regiunea Rivne, Ucraina.

## Demografie
Componența lingvistică a localității Novosilkî
     Ucraineană (99,12%)
     Alte limbi (0,71%)
Conform recensământului din 2001, majoritatea populației localității Novosilkî era vorbitoare de ucraineană (99,12%), existând în minoritate și vorbitori de alte limbi.